# Ракитово (Бугарска)
Ракитово (буг. Ракитово) град је у Републици Бугарској, у средишњем делу земље. Град са околним селима чини истоимену општину Ракитово у оквиру Пазарџичке области.

## Географија
Град Ракитово се налази у средишњем делу Бугарске. Од главног града Софије град је удаљен 130 km југоисточно, а од обласног средишта, града Пазарџика, 43 km југозападно.
Ракитово се сместило на приближно 820 м надморске висине, у области северних Родопа.
Клима у граду је оштра континентална због знатне надморске висине.

## Историја
Окружење Ракитова је насељено још у време Трачана. Касније тога овим простором владају стари Рим, Византија, средњовековна Бугарска, Османско царство.
Турци Османлије освајају област Ракитова крајем 14. века. Вишевековна турска владавина трајала пет векова. Ракитово је коначно припојено Бугарској 1885. године.

## Становништво
По проценама из 2010. године Ракитово је имало око 8.500 становника. Већина градског становништва су етнички Бугари. Остатак су махом Роми. Последњих 20-ак година град губи становништво због удаљености од главних токова развоја у држави.
Већинска вероисповест становништва је православна.